# Front wallon pour la libération du pays
 (août 2017).
Le Front wallon pour la libération du pays (FW) est un important organe de la Résistance constitué à Liège en août 1941 par divers Mouvements et Résistance. Trois personnes présidèrent à sa naissance puis assurèrent sa direction : Théo Dejace, qui fut remplacé fin 1941 par Ernest Burnelle, il représentait "Les intellectuels antifascistes" et les fédérations de Liège, Verviers et Huy du parti communiste. Eugène Duchesne représentait la section liégeoise de "Wallonie Libre". Jacques Thiriard remplacé dès septembre par Adelin Husson représentait les cercles anglophiles. En novembre 1941, "Solidarité" représenté par Iris Fays se rattache au FW.
Le FW rallie fin 1942 le Front de l'indépendance malgré les réticences de ses dirigeants à l'égard de cet organisme plus "bruxellois". L'histoire de ce mouvement de résistance est notamment liée à l'édition de La Meuse (clandestine), l'un des plus forts tirages de la presse de la Résistance mais dont les imprimeurs furent l'un après l'autre arrêtés puis exécutés par les nazis.

## Reprise du nom par des formations politiques
Il ne faut pas confondre le Front wallon pour la libération du pays avec le parti politique de gauche Front wallon, fondé en 1965 par Robert Moreau, ni avec un microparti d'extrême droite du même nom, fondé en 2013 par Charles Petitjean.